# Saint-Hilaire-la-Treille
Saint-Hilaire-la-Treille (tiếng Occitan: Sent Ilaire) là một xã của tỉnh Haute-Vienne, thuộc vùng Nouvelle-Aquitaine, miền trung nước Pháp.